# Фишер, Триша Ли
Три́ша Ли Фи́шер (англ. Tricia Leigh Fisher; 26 декабря 1968, Бербанк, Калифорния, США) — американская актриса

, певица, телережиссёр

, сценаристка, телепродюсер и телеведущая.

## Ранние годы
Триша Ли Фишер родилась в Бербанке, штат Калифорния, в семье певца Эдди Фишера (1928—2010) и актрисы Конни Стивенс (род. 1938), которые развелись, когда ей было пять месяцев. У Фишер есть старшая сестра — актриса Джоэли Фишер (род. 1967), а также старшие единокровные сестра и брат от первого брака отца с актрисой Дебби Рейнольдс — актёры Кэрри Фишер (1956—2016) и Тодд Фишер (род. 1958). Бабушка и дедушка Фишер по отцовской линии были русско-еврейскими иммигрантами, со стороны матери имеет ирландские и итальянские корни. В детстве Триша и её сестра Джоэли начали выступать на сцене в шоу своей матери в Лас-Вегасе. Они путешествовали по миру со своей матерью, посещая множество разных школ и имея наставников. Обе девочки позже продолжили обучение в средней школе Беверли-Хиллз.

## Карьера
Начиная с 1985 года, Фишер сыграла более чем в тридцати фильмах и телесериалах, занимается озвучиванием и дубляжом фильмов, играет в различных театральных постановках.
Фишер также является певицей в жанрах поп- и танцевальной музыки. В 1986 году она исполнила заглавную песню к фильму «Большая умница», в котором сыграла главную роль Дафни Зиглер. В 1990 году выпустила два студийных альбома: «Tricia Leigh Fisher» и «Dreams».

## Личная жизнь
С 12 августа 2007 года Фишер замужем за актёром Байроном Темзом. У неё есть два сына: Холден Шабо (род. 23 августа 2002) от предыдущих отношений и Уайлдер Темз (род. 30 мая 2009) от брака с Темзом.

## Избранная фильмография
| Год       |    | Русское название       | Оригинальное название | Роль                     |
| --------- | -- | ---------------------- | --------------------- | ------------------------ |
| 1990      | ф  | Книга любви            | Book of Love          | Джина Габуч              |
| 1993      | ф  | Аризонская мечта       | Arizona Dream         | Линди                    |
| 1994      | ф  | Я согласен на всё      | I'll Do Anything      | Пассажирка самолёта      |
| 1996—1998 | с  | Эллен                  | Ellen                 | Джоани / Меган           |
| 2004      | с  | Седьмое небо           | 7th Heaven            | Миссис Ширерс            |
| 2006—2010 | с  | Долго и счастливо      | 'Til Death            | Дениз / Триша            |
| 2010      | с  | Необыкновенная семейка | No Ordinary Family    | Элис Костиган            |
| 2011      | с  | Менталист              | The Mentalist         | Пруденс                  |
| 2012      | с  | Мыслить как преступник | Criminal Minds        | Мать Фостера             |
| 2013      | с  | Риццоли и Айлс         | Rizzoli & Isles       | Миссис Коул              |
| 2018      | мф | Следующее поколение    | Next Gen              | Имя персонажа неизвестно |
| 2019      | с  | 9-1-1                  | 9-1-1                 | Мойра                    |